# Joseph Denarnaud
Pas d'image ? Cliquez ici

a Compétitions nationales et continentales officielles uniquement.

b Matchs officiels uniquement.
Joseph Denarnaud, né le 7 janvier 1931 à Luc-sur-Aude, est un joueur de rugby à XIII international français évoluant au poste de pilier dans les années 1950 et 1960.

## Biographie
Il joue pour le FC Lézignan durant plus de dix années avec lequel il remporte Championnat de France en 1961 et 1963, ainsi que la Coupe de France en 1960 et 1966.
Fort de ses performances en club, il côtoie l'équipe de France et compte une sélection officielle en 1965 affrontant la Nouvelle-Zélande.
En parallèle de sa carrière sportive, Joseph Denarnaud avec sa femme Jeanine ont longtemps pris part avec réussite à la vie festive de Lézignan, tout d'abord en tenant un hôtel-restaurant « Le Boulodrome » rue Kablé, puis une discothèque « Maeva » et le « Bal à Jo », tous sur la commune.

## Palmarès
- Collectif : 
  - Vainqueur du Championnat de France : 1961 et 1963 (Lézignan).
  - Vainqueur de la Coupe de France : 1960 et 1966 (Lézignan).
  - Finaliste de la Coupe de France : 1961 (Lézignan).

### Détails en sélection
| 1. | 14 novembre 1965 | Nouvelle-Zélande | 14-3 | Test-match | Pilier | - | - | - | - |